# Windmühle Charlotte
Die Windmühle Charlotte ist ein Erdholländer mit Windrose in der Geltinger Birk (Gemeinde Nieby) in Schleswig-Holstein. Das Bauwerk wurde 1826 errichtet. Wahrscheinlich ist sie nach Charlotte Louise von Spörcken benannt, der 1816 verstorbenen Ehefrau von Seneca Inggersen, Reichsfreiherr von Geltingen, der Gut Gelting 1758 gekauft hatte. Eine andere Theorie geht davon aus, dass Charlotte von Bjelke, eine Enkelin des Baron zu Gelting, Namensgeberin des Bauwerks ist.

## Geschichte
Die Geltinger Birk entstand 1821 durch Eindeichung des Großen Noores, einer Nebenbucht der Ostsee. Um Oberflächenwasser aus den trockengelegten Niederungen der Birk zu pumpen, ließ der damalige Geltinger Rittmeister von Hobe die Mühle im Jahre 1826 am von Goldhöft zur Birk führenden Damm auf dem so genannten Goldhöftberg erbauen. Die Baukosten für die kombinierte Schöpf- und Kornmühle betrugen etwa 9700 Reichstaler.
Fortan diente das Bauwerk vor allem der Entwässerung der Birk. Der dafür nötige Transport von Wasser aus den Niederungsgebieten in höher gelegene Tiefs wurde mit einer archimedischen Schraube realisiert. Bei Windstille trieb ein Elektromotor die Wasserschnecke an. In der Birk gab es seinerzeit etwa 333 Hektar landwirtschaftlich genutzter Fläche.

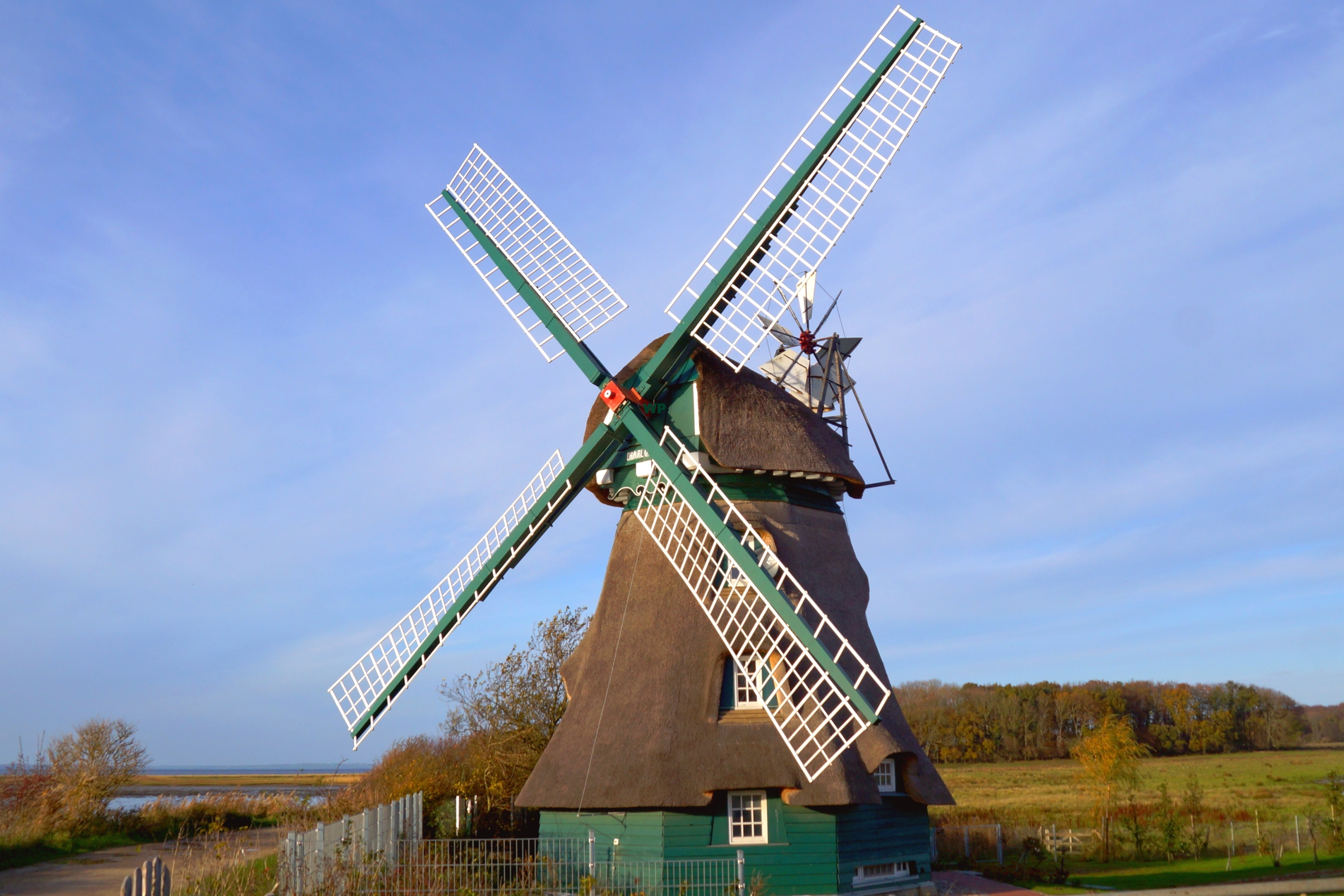
Windmühle "Charlotte" im nicht öffentlichen Privatbesitz (ehemalige Schöpf- und Kornmühle)

Bis 1938 wurde in der Mühle aber auch Korn gemahlen, ehe der letzte Müller seinen Arbeitsplatz am Rande der Birk verlor. Danach verfiel das Bauwerk, das noch bis 1971 als Schöpfmühle im Einsatz war. Im Jahre 1970 ließen die ehemaligen Eigentümer von Schloss Gelting Charlotte für 120.000 DM renovieren. Ein Jahr später wurde die Mühlenfunktionalität als Schöpfmühle durch ein neben der Mühle errichtetes Pumpwerk ersetzt, das seither den Wasserstand in der Birk reguliert. Heute befindet sich die denkmalgeschützte Mühle in Privatbesitz und kann deshalb nur von außen besichtigt werden. Im Herbst 2013 ließ der Eigentümer im Zuge einer neuerlichen anspruchsvollen Instandsetzung auch das Reetdach und die Flügel erneuern.